# СКР-77
СКР-77, с 19.04.1979 Советский Дагестан — сторожевой корабль проекта 50 Северного флота, Черноморского флота и Каспийской военной флотилии ВМФ СССР. Бортовые номера 688, 977, 890, 439, 418(1979), 421(1987).

## Служба
Сторожевой корабль СКР-77 проекта 50 был зачислен в списки кораблей ВМФ 12 апреля 1957 года и 17 июня 1957 года был заложен на стапеле судостроительного завода №820 в Калининграде (заводской номер №134). Спущен на воду 20 января 1958 года, вступил в строй 29 июня 1958 года. 9 июля 1958 года был включен в состав Северного флота. Вскоре совершил межфлотский переход вокруг Скандинавии из Балтийска в Североморск.
1 октября 1959 года был выведен из боевого состава, законсервирован и в губе Пала, город Полярный и поставлен на отстой.  14 июля 1961 года расконсервирован и вновь введен в строй.
С 24 мая 1965 по 5 октября 1968 года на СРЗ-7 в Таллине прошел капитальный ремонт.
28 февраля 1969 года был перечислен в состав Черноморского флота и вскоре совершил межфлотский переход вокруг Европы из Кольского залива в Севастополь. В 1970 проходил ремонт на Севморзаводе. В 1970-х годах в составе 184-й бригады ОВР, базировавшимся в Потийской военно-морской базы.
5-24 октября 1973 года во время войны «Судного дня», находясь при несении боевой службы в зоне военных действий на Средиземном море, выполнял боевую задачу по оказанию помощи вооруженным силам Египта и Сирии.
В октября-ноября 1973 года во время Войны Судного дня для эвакуации семей советских специалистов и служащих из Египта и Сирии были выделены корабли: ЭМ «Напористый», СКР «Куница», СКР-77, СДК-137, СДК-164, ПМ-138, МВТ «Маныч». От Министерства морского флота привлечено 18 судов.
С 19 апреля 1979 года был переименован в “Советский Дагестан". 7 августа 1979 года после перевода по Волго-Донскому каналу из Азовского в Каспийское море переведен в состав Каспийской военной флотилии.
4 мая 1989 года был исключен из состава ВМФ, 12 июля 1989 года был передан морскому клубу “Арга” Махачкалы для использования в учебных целях. 1 октября 1989 года расформирован и передан для разделки на металл.

## Командиры
- 1969 - капитан 3-го ранга Пугачев Альберт
- капитан 3-го ранга Шендеров

## Примечание
1. ↑  На флоте серии неофициально называлась «полтинники» или «зверьки». Поскольку серия была большой названия вскоре перешли на птиц, а часть кораблей остались номерными.
2. 1 2 3 4 5 6 7  Сторожевой корабль "СКР-77". Черноморский флот - информационный ресурс (2024). Дата обращения: 9 ноября 2024. Архивировано 9 ноября 2024 года.
3. ↑  Дубягин П. Р. На Средиземноморской эскадре. — М.: Андреевский флаг, 2006. — 344 с. — ISBN 5-9553-0053-8.